# Monomeri
Monomeri (mono- + -mer) su male organske molekule, povezane kovalentnim vezama, koje grade polimere (dugačke lance). To su šećeri ili saharidi, masne kiseline, aminokiseline i nukleotidi. Kemijska svojstva monomera određuju biološke funkcije polimera. Monomeri su jednostavne građe, male molekulske mase i reaktivnih funkcijskih skupina. Polimerizacijom do deset monomernih molekula nastaju oligomeri, a povezivanjem više tisuća monomernih molekula nastaju polimeri koji su vrlo velikih molekulskih masa i dimenzija. Monomere tvore monomerske molekule koje u makromolekuli prinose konstitucijske jedinice.

## Vanjske poveznice
- Natuknica monomer. In: IUPAC Compendium of Chemical Terminology (the “Gold Book”). 2. izd. Compiled by A. D. McNaught and A. Wilkinson. Blackwell Scientific Publications, Oxford (1997). XML on-line corrected version: http://goldbook.iupac.org (2006-) created by M. Nic, J. Jirat, B. Kosata; updates compiled by A. Jenkins. ISBN 0-9678550-9-8. doi: Inačica: 2.3.3. (engleski)